# Record Store Day
El Record Store Day ("Día de la Tienda de Discos" ó "Día de las Disquerías" en inglés) es un evento anual inaugurado en 2008 y que se lleva a cabo un sábado cada abril y cada Black Friday en noviembre para "celebrar la cultura de la tienda de discos de propiedad independiente". El día reúne a fanáticos, artistas y miles de tiendas de discos independientes en todo el mundo. Se editan varios discos específicamente para este día, con una lista de lanzamientos para cada país, y solo se distribuyen a las tiendas que participan en el evento. La organización del Record Store Day comenzó en los Estados Unidos y sigue teniendo su sede allí, aunque cuenta con organizadores internacionales oficiales en Reino Unido, Irlanda, Francia, Alemania, Países Bajos, Dinamarca, Italia, Japón, México, Australia, España, Hungría y Polonia (desde 2019).

## Antecedentes

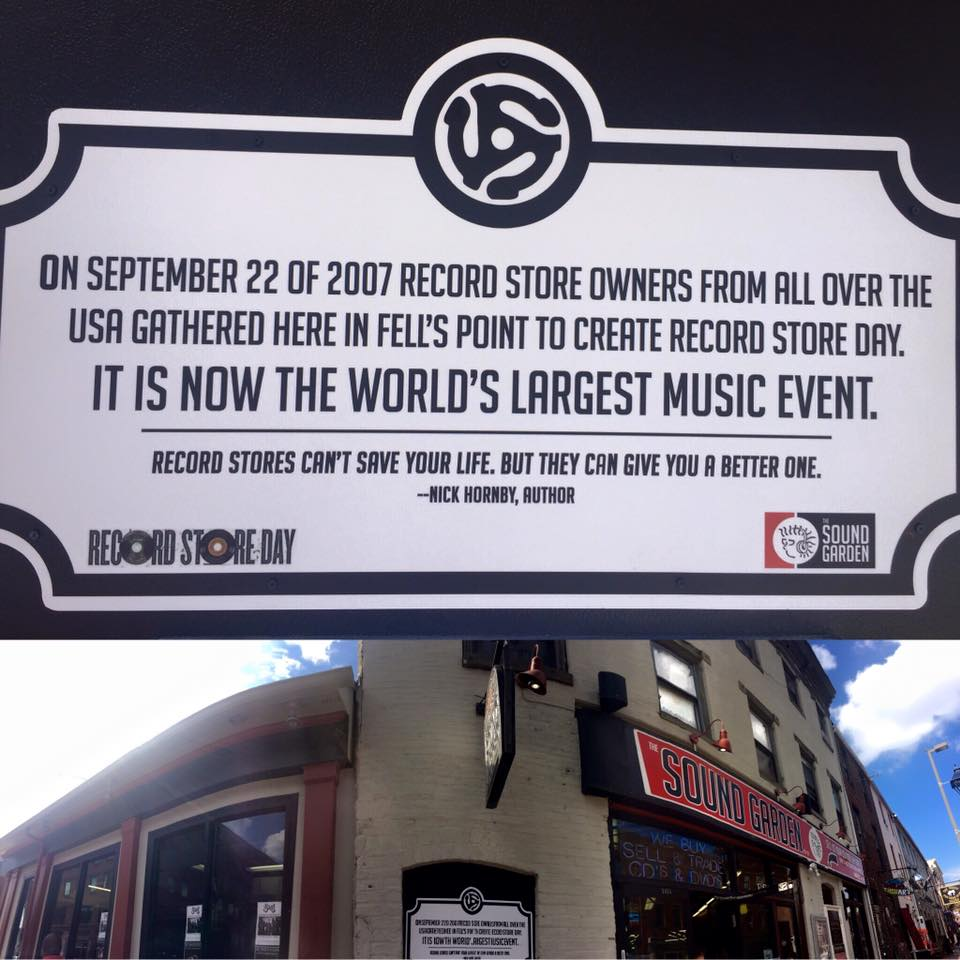
Placa conmemorativa de la creación del Record Store Day

La idea inicial era crear un evento similar al Día del Cómic Gratis. Presentado originalmente por Chris Brown de Bull Moose Music y Eric Levin de Criminal Records, el concepto del Record Store Day surgió en una "tormenta de ideas" durante una reunión de propietarios de tiendas independientes de discos organizada en Baltimore, Maryland. El evento, formalizado en 2007 por Eric Levin, Michael Kurtz, Carrie Colliton, Amy Dorfman, Brian Poehner y Don Van Cleave, ha pasado a celebrarse en tiendas de todo el mundo, con cientos de grabadores y otros artistas que participan en la jornada realizando apariciones especiales, presentaciones y encuentros, en los que pueden saludar a sus admiradores. También se celebran actos paralelos para recaudar fondos destinados a organizaciones sin ánimo de lucro de la comunidad, y se producen lanzamientos especiales de vinilos y CD junto con otras ofertas promocionales para conmemorar la ocasión.
Cada tienda organiza su propio evento durante el día, para celebrar su lugar dentro de la comunidad. Aunque el Record Store Day, solo se celebra una vez al año, la organización ofrece todo tipo de promociones, productos de mercadotecnia y otras oportunidades para las tiendas durante todo el año, manteniendo un sitio web, redes sociales y otros medios para difundir sus puntos de vista sobre el valor de las tiendas de discos independientes. La organización del evento es administrado diariamente por el Departamento de Tiendas de Discos, junto con la Coalición de Tiendas de Música Independientes y la Alianza de Tiendas de Medios Independientes.

## Impacto
El gerente de ventas de Universal Music, Marc Fayd'Herbe, ha descrito el Record Store Day como "lo mejor que les haya sucedido nunca" a las tiendas de discos independientes. El evento de 2013 fue acreditado con las mayores ventas de vinilos en Estados Unidos, y en la edición de 2014 los minoristas independientes registraran el mayor porcentaje de ventas de álbumes físicos, desde que se introdujo el sistema SoundScan en 1991. En sus premios Libera 2015, la Asociación Estadounidense de Música Independiente otorgó al Record Store Day su premio "Marketplace Ally". En 2016, se registró la mayor semana de ventas de LPs de vinilo desde la introducción del SoundScan.
En el Reino Unido, el evento ha sido criticado por centrarse más en los coleccionistas de discos que en los aficionados casuales a la música, y retrasar el lanzamiento de discos no afiliados al monopolizar la capacidad de las plantas de impresión de discos. Las grandes discográficas han sido acusadas de secuestrar el evento, y se ha criticado la política de las tiendas obligadas a comprar sin devolución, junto con muchos de los lanzamientos limitados que se revenden en línea en cuestión de horas, a precios inflados

### 2008
Metallica inauguró el evento en Rasputin Music en Mountain View, California, el 19 de abril de 2008. Hubo aproximadamente 10 lanzamientos especiales del Record Store Day en el primer año, incluidos discos de Death Cab For Cutie, REM, Stephen Malkmus, Vampire Weekend, The Teenagers, Black Kids y Jason Mraz. Participaron en el evento varias tiendas de distintos lugares de los Estados Unidos.
El cantautor inglés Billy Bragg se reunió con el cofundador del Record Store Day, Michael Kurtz, en un aeropuerto y acordó contribuir a implantar el evento en el Reino Unido con una presentación especial en vivo. La primera edición organizada para las tiendas del Reino Unido incluyó a Piccadilly Records (Mánchester), Jumbo Records (Leeds), Resident (Brighton), Sister Ray (Londres), Rough Trade (Londres), Rapture (Witney), Spillers (Cardiff, Gales) y Avalanche Records (Edimburgo y Glasgow, Escocia).

### 2009
El segundo Record Store Day anual se celebró el sábado 18 de abril de 2009 con alrededor de 85 lanzamientos especiales y alrededor de 500 apariciones de artistas, incluidas las de Slayer, Tom Waits, Bob Dylan, Leonard Cohen, Iron & Wine, The Stooges, MC5, Wilco, Disturbed, Killswitch Engage, Erykah Badu, Talib Kweli, y The Eagles of Death Metal. Wilco hizo una aparición sorpresa en Knoxville, Tennessee; y Eagles of Death Metal se presentaron en Rhino Records. El alcalde Mike Bloomberg anunció que la ciudad de Nueva York reconocía oficialmente el Record Store Day como un evento en toda la ciudad y los jueces del programa de televisión American Idol hablaron sobre sus discos favoritos en honor del Record Store Day en el episodio del programa anterior al evento. El 95% de los lanzamientos especiales realizados para la jornada estaban dirigidos a los EE. UU.; sin embargo, el evento comenzó a crecer internacionalmente con la participación de más de 1000 tiendas de discos en los Estados Unidos, el Reino Unido, Irlanda, Japón, Canadá, Italia, Suecia, Noruega, los Países Bajos y Alemania.

### 2010
El tercer Record Store Day anual tuvo lugar el sábado 17 de abril de 2010. El embajador oficial del evento fue Joshua Homme. El libro oficial del evento fue Last Shop Standing: What Happened to Record Shops? escrito por Graham Jones. Gary Calamar y Phil Gallo de KCRW también lanzaron su libro autoeditado, "Record Store Days", sobre tiendas de discos independientes, con citas de artistas proporcionadas por www.recordstoreday.com utilizadas a lo largo del libro, y un capítulo dedicado al evento El alcalde de Nueva York, Mike Bloomberg, y la ciudad de Nueva York una vez más honraron el día. Anything Anything with Rich Russo lanzó un álbum de vinilo de bandas locales que actuaron en su programa de radio y organizó una gira en autobús visitando las tiendas de discos de Nueva York y Nueva Jersey. Varios artistas hicieron apariciones en las tiendas para animar el evento: The Smashing Pumpkins promocionaron su nuevo álbum con un concierto del Record Store Day en Amoeba en Hollywood. Otros artistas que anunciaron apariciones especiales fueron Frank Black, Exene Cervenka, Angie Stone, Jason Derulo, Alice in Chains, Mastodon, Josh Ritter, HIM, Slash, Sick Puppies, Care Bears on Fire y Emmylou Harris. Los artistas jóvenes mostraron su talento en el concurso nacional "Día de la tienda de discos: Batalla de Bandas de Escuela Secundaria", en el que las tiendas de discos independientes participantes seleccionaron y participaron en una pista grabada por la banda de una escuela secundaria local. Un panel de ejecutivos discográficos y miembros de Fender Corporation juzgó a los participantes. Nueve semifinalistas nacionales fueron elegidos para aparecer en un LP de vinilo recopilatorio de edición limitada de sus canciones ganadoras. La banda ganadora del gran premio, SANUK, nominada por la tienda de discos Indy CD & Vinyl de Indianápolis, Indiana, recibió un equipo musical de Fender Corporation y tiempo de grabación con Jack Ponti y Kevin "The Caveman" Shirley. El concurso fue patrocinado por Caroline Distribution, EMI Label Services, Fender y Fender Music Foundation.
Aparte del concurso Band Battle, muchas tiendas de discos participantes dispusieron de la presencia de una serie de talentos en vivo durante todo el día. En 2010 participaron unas 1400 tiendas de discos independientes, con unas 1000 de los Estados Unidos. Las tiendas de discos vieron un aumento del 41% en las ventas con respecto a la celebración del año anterior y un aumento del 109% con respecto a las ventas del sábado anterior. Ese año se hizo referencia al evento en el programa de televisión "Saturday Night Live". Durante el año también se celebró el primer Black Friday Record Store Day, el 26 de noviembre de 2010.

### 2011
El cuarto día anual de la tienda de discos tuvo lugar el sábado 16 de abril de 2011. El embajador oficial del evento fue Ozzy Osbourne. Más de seiscientos artistas celebraron el evento con apariciones en las tiendas, lo que lo convirtió en el evento musical más grande del mundo de su tipo. Los artistas que hicieron apariciones en tiendas incluyeron a Beastie Boys, Foo Fighters, Duran Duran, My Chemical Romance, Wiz Khalifa, Todd Rundgren, Anvil, Del McCoury y la New Orleans Preservation Hall Jazz Band, Regina Spektor, Jack White y Jerry Lee Lewis., The dBs, The Raveonettes, TV on The Radio, Frightened Rabbit, Los Deftones, Chuck D, Al Jardine de los Beach Boys, Lonely Island y Josh Groban. La mayoría de los lanzamientos del año se limitaron a entre 300 y 7000 copias en todo el mundo. Según la revista Billboard, el aumento de 182.000 unidades de ventas en la semana en que se celebró el Record Store Day se atribuyó directamente al éxito del evento en sí. La película oficial del evento fue "Sound It Out", un largometraje documental dirigido por Jeanie Finlay, que documenta la tienda Sound It Out Records en Stockton-on-Tees, la última tienda de discos en Teesside. La película se estrenó con elogios de la crítica en SxSW y tuvo su estreno conjunto en el SheffDocFest y en el Festival Internacional de Cine de Edimburgo. Durante el año también se celebró el segundo Black Friday Record Store Day, el 25 de noviembre de 2011. Además, esta jornada contó con una exclusiva reedición en vinilo de 12" del sencillo de debut del grupo New Order de 1981 "Ceremony" que incluía no solo la canción y su cara B,"In a Lonely Place", sino también las grabaciones de demostración originales de 1980 de esas pistas de la formación anterior de New Order, Joy Division. Este disco en particular fue significativo, ya que marcó el primer lanzamiento oficial de la grabación completa de Joy Division de "In a Lonely Place", que se había recuperado a principios de ese año.

### 2012
El quinto Record Store Day anual tuvo lugar el sábado 21 de abril de 2012. El embajador oficial del evento fue Iggy Pop. Se realizaron más de 400 lanzamientos diferentes para la jornada. Para coincidir con el Record Store Day 2012, la Compañía de Listas Oficiales del Reino Unido lanzó la lista oficial de tiendas de discos, una clasificación semanal basada únicamente en las ventas de tiendas de discos independientes. Se publicó por primera vez el 20 de abril de 2012, la víspera del Record Store Day 2012. El programa de radio de la CBC, "El Día 6", organizó un foro de discusión en el que se discutieron técnicas y logros en la búsqueda de grabaciones de vinilo raras.

### 2013
Antes de la edición de 2013, celebrada el 20 de abril, el cofundador del evento, Michael Kurtz, fue galardonado por el gobierno francés con el título de Chevalier des Arts et des Lettres por su trabajo en el Record Store Day. El embajador oficial fue Jack White de White Stripes, fundador de Third Man Records. El álbum Elephant de White Stripes fue reeditado en un LP doble de edición limitada conmemorativo del décimo aniversario, que consta de un disco de color negro y rojo y un disco blanco, el esquema tricolor característico de la banda.
Boards of Canada utilizó la jornada de 2013 para lanzar una campaña de marketing viral para su tan esperado álbum, Tomorrow's Harvest, cuando se puso a la venta un único nuevo disco de vinilo de la banda en una tienda de discos de la ciudad de Nueva York. El disco supuestamente se vendió en eBay por 5700 dólares, pero este primer comprador terminó siendo un fraude. Más tarde se vendió en una subasta cerrada por una suma no revelada.

### 2014

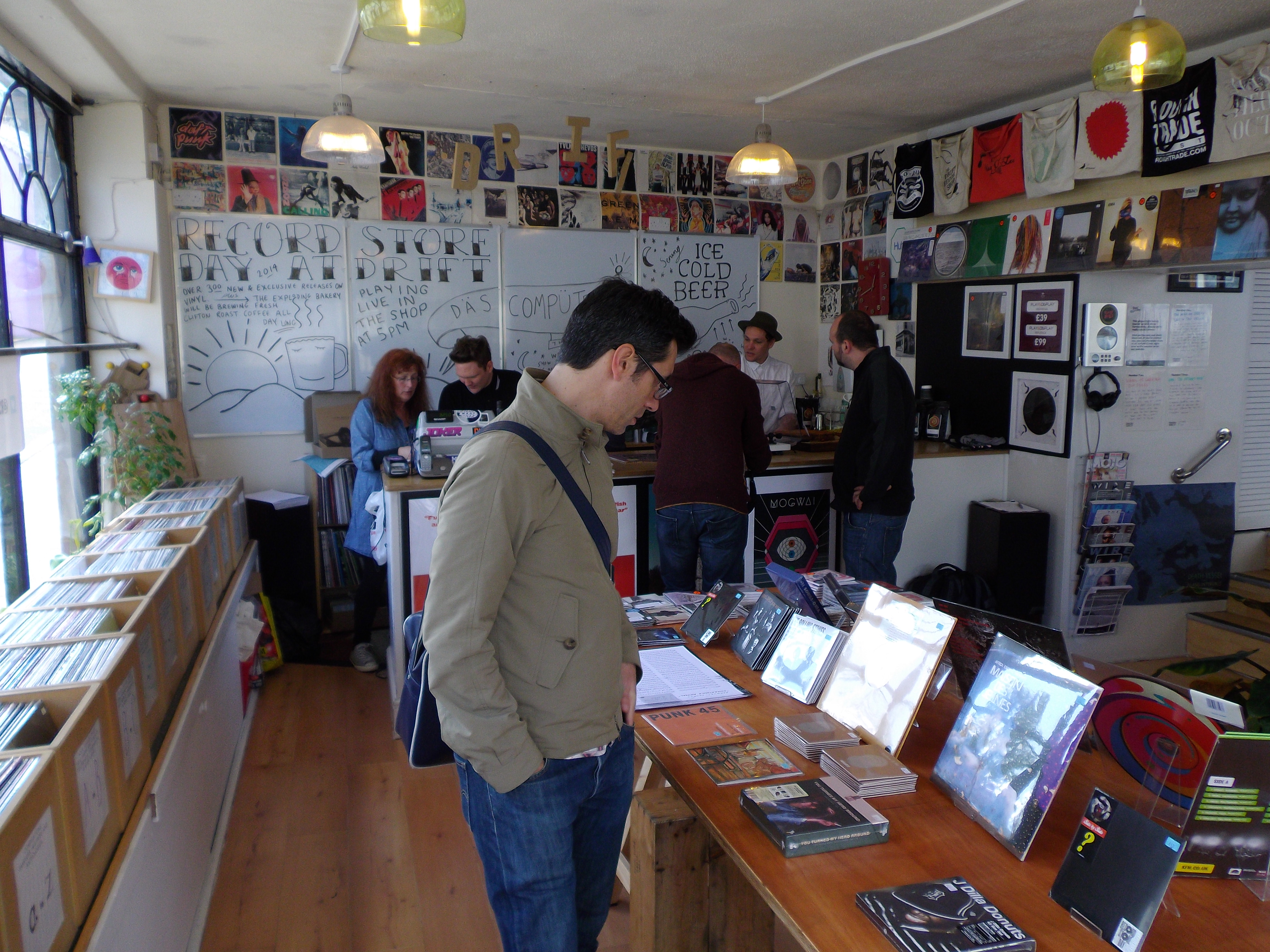
Record Store Day 2014 en Drift Records, Totnes, Inglaterra

El Record Store Day de 2014 se celebró el 19 de abril de 2014. El embajador de este año fue Chuck D. Los lanzamientos exclusivos en el Reino Unido incluyeron Little Richard y Coldplay, y en los EE. UU., Chvrches, Soundgarden, Joan Jett, The Yardbirds, Tears For Fears, Death Grips y Cage the Elephant.

### 2015
El Record Store Day 2015 se celebró el 18 de abril de 2015. El embajador de este evento fue Dave Grohl. Los lanzamientos exclusivos en el Reino Unido incluyeron discos de Neal Hefti y Phil Collins; y en Estados Unidos, Echosmith, The White Stripes, Twenty One Pilots, The Bee Gees, Foo Fighters, Buzzcocks e In This Moment.

### 2016
El Record Store Day 2016 tuvo lugar el 16 de abril de 2016. Habiendo participado en el primer Record Store Day con una aparición en una tienda, el grupo Metallica ejerció como embajador por primera vez este año, marcando la ocasión con un álbum grabado en vivo en el Bataclan de París, dedicándose todo el dinero recaudado a las víctimas del ataque terrorista que sufrió la sala de conciertos el noviembre anterior. La banda también reeditó sus dos primeros álbumes, Kill 'Em All y Ride the Lightning, para coincidir con el evento. Los lanzamientos exclusivos incluyeron álbumes de David Bowie, Bob Dylan, Johnny Cash, Madonna, Gerard Way, Patti Smith, Deftones, Frank Zappa y The Doors.
Nota: el cantante Prince hizo lo que sería una de sus últimas apariciones públicas en la tienda de discos Electric Fetus de Minneapolis, con ocasión del Record Store Day. Un cliente tomó una imagen de Prince en el mostrador comprando los últimos CD que posiblemente compraría en su vida. Murió cinco días después en su estudio/casa debido a una sobredosis accidental de fentanilo. El equipo de investigación policial tomó numerosas fotografías del interior de su casa el día de su muerte, en las que aparecía la pila de CD comprados en Electric Fetus.

### 2017
El Record Store Day 2017 tuvo lugar el sábado 22 de abril de 2017. La cantante St. Vicent se convirtió ese año en la primera embajadora del evento. Fue la décima celebración de las tiendas de discos independientes. De forma inesperada, los lanzamientos especiales en los Estados Unidos incluyeron un título clásico: una grabación de 1967 del Concierto para violonchelo núm. 2 de Shostakovich publicado por Warner Classics, grabado al estilo de un roentgenizdat soviético (discos grabados clandestinamente sobre radiografías). Live from Los Angeles de Brandy Clark fue uno de los lanzamientos de este año.

### 2018
El Record Store Day de 2018 tuvo lugar el sábado 21 de abril de 2018. Para celebrarlo, el grupo The Alarm visitó tiendas en Londres, Nueva York y Los Ángeles a lo largo del día. Los lanzamientos especiales incluyeron álbumes de Prince, Ella Fitzgerald y Bruce Springsteen, entre otros. La BBC lanzó dos bandas sonoras de televisión completas de los seriales de Doctor Who titulados The Tomb of the Cybermen y City of Death, incluyendo un desplegable artístico diseñado al efecto. Los embajadores del evento fueron Run The Jewels.

### 2019
El Record Store Day de 2019 tuvo lugar el 13 de abril. Pearl Jam ejercieron como embajadores y su álbum MTV Unplugged contó con un lanzamiento limitado para la celebración. Los discos especiales incluyeron la primera reedición del cuarto álbum de Gorillaz, The Fall, por primera vez desde 2011, prensado en vinilo verde bosque translúcido; un disco de imágenes de Bohemian Rhapsody: The Original Soundtrack; Extra Wax de KT Tunstall; un disco de imágenes con canciones de películas de Peter Gabriel; "Chasing You", el primer sencillo del álbum póstumo de J. J. Cale titulado Stay Around; Live! Woodstock '94, en el 25 aniversario de la actuación de Green Day; Live at the Borderline 1991 de REM; e Imagine (Raw Studio Mixes) de John Lennon; entre otros títulos. Las exclusivas del Record Store Day 2019 incluyeron reediciones del disco Steroids (Crouching Tiger Hidden Gabber Megamix) del grupo Death Grips; Body Talk de Robyn; The Atlantic Singles 1967 de Aretha Franklin; y otros títulos. El Viernes Negro del Día de la Tienda de Discos fue el 29 de noviembre.

### 2020
El Record Store Day 2020 estaba programado para el 18 de abril, pero se pospuso hasta el 20 de junio debido a la pandemia de COVID-19. El 29 de abril se anunció que el evento se pospondría nuevamente y se distribuiría en tres fechas: 29 de agosto, 26 de septiembre y 24 de octubre. Una cuarta fecha, el Record Store Day Black Friday, todavía está programada para el viernes 27 de noviembre. Las novedades previstas incluyen el lanzamiento especial del 50 aniversario del álbum debut en solitario de Paul McCartney titulado McCartney, en una edición limitada de vinilo masterizado a media velocidad. En lugar del evento del 20 de junio, la iniciativa se asoció con las compañías discográficas para celebrar el Love Record Store Day, proporcionando lanzamientos de edición limitada que se vendieron en línea en más de 130 tiendas de discos independientes ubicadas principalmente en Europa y el Reino Unido.